# Regn över Conakry
Regn över Conakry (originaltitel: Il va pleuvoir sur Conakry) är en guineansk film från 2007.
Filmen utspelar sig i Conakry och handlar om en talangfull serietecknare från en djupt traditionsbunden familj som träffar datorprogrammeraren Kesso.

## Rollista
| Alexandre Ogou     | – B.B.         |
| Tella Kpomahou     | – Kesso        |
| Balla Moussa Keita | – Karamo       |
| Jeannot Coker      | – Amine        |
| Fatoumata Diawara  | – Siré         |
|                    | – Aicha Konate |
|                    | – Koumba       |